# Christoph Fildebrandt

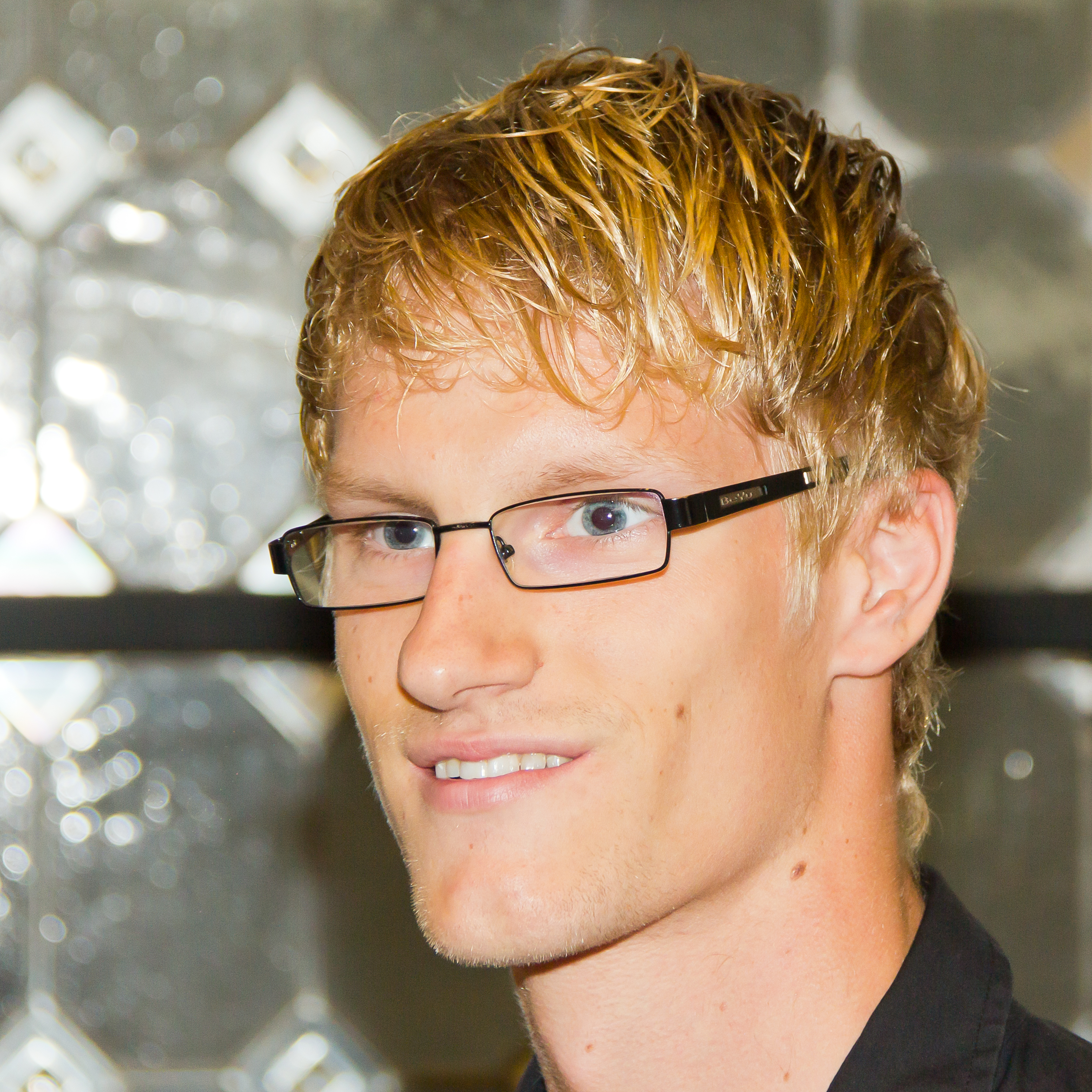
Christoph Fildebrandt, 2012

Christoph Fildebrandt (* 27. Mai 1989 in Wuppertal) ist ein deutscher Schwimmer. 
Fildebrandt gewann bei den Junioreneuropameisterschaften 2007 Gold mit der 4-mal-100-Meter-Freistilstaffel und Silber mit der 4-mal-200-Meter-Freistilstaffel. Seine bislang einzige internationale Medaille in der Erwachsenenklasse gewann er bei den Kurzbahneuropameisterschaften 2010, wo er als Schlussschwimmer der 4-mal-50-Meter-Freistilstaffel nach Steffen Deibler, Markus Deibler und Stefan Herbst als Zweiter anschlug und die deutsche Staffel damit Silber hinter den Italienern gewann. Bei den Schwimmweltmeisterschaften 2011 belegte Fildebrandt mit der 4-mal-100-Meter-Freistilstaffel den siebten und mit der 4-mal-200-Meter-Freistilstaffel den vierten Platz. 2012 gewann Fildebrandt bei den Deutschen Meisterschaften in 48,84 Sekunden den Titel über 100 Meter. Bei den Schwimmeuropameisterschaften 2012 belegte Fildebrandt mit der deutschen 4-mal-100-Meter-Freistilstaffel den siebten Platz. Im gleichen Jahr holte er mit der 4-mal-200-Meter-Freistilstaffel bei den Kurzbahnweltmeisterschaften in deutscher Rekordzeit die Bronzemedaille.
Der 1,93 m große Fildebrandt gehörte früher der SG Remscheid an und wechselte 2007 mit seinem Trainer Jürgen Schmitz zur SG Bayer Wuppertal/Uerdingen/Dormagen. Er ist seit Oktober 2013 Polizeikommissar des Landes Saarland.
Im November 2013 gab er seinen Wechsel zur SSG Saar Max Ritter bekannt, um sich dort auf die Olympischen Sommerspiele 2016 vorzubereiten.
Bestzeiten:
| Bestzeiten          | Bestzeiten | Bestzeiten |
| ------------------- | ---------- | ---------- |
|                     | Langbahn   | Kurzbahn   |
| 50 m Freistil       | 22.42      | 21,62      |
| 100 m Freistil      | 48,84      | 47,47      |
| 200 m Freistil      | 1:47,06    | 1:45,29    |
| 400 m Freistil      | 3:59,56    | 3:47,70    |
| 50 m Schmetterling  | 24,60      | 23,95      |
| 100 m Schmetterling | 55,42      | 52,53      |
| 50 m Brust          | 28,90      | 28,29      |